# 六氯合铱(III)酸钠
六氯合铱(III)酸钠是一种配位化合物，化学式为Na3[IrCl6]，它是暗绿色晶体，易溶于水，可以形成水合物。

## 制备
六氯合铱(III)酸钠可由三氯化铱和氯化钠在浓溶液中反应得到：
3 NaCl + IrCl3 → Na3[IrCl6]
从溶液中可以结晶出Na3[IrCl6]·12H2O。
{\displaystyle {\mathsf {Na_{3}[IrCl_{6}]\cdot 12H_{2}O\ {\xrightarrow {50^{o}C,vacuum}}\ Na_{3}[IrCl_{6}]+12H_{2}O}}}

## 化学性质
六氯合铱(III)酸钠在高温下分解：
{\displaystyle {\mathsf {2Na_{3}[IrCl_{6}]\ {\xrightarrow {800-1000^{o}C}}\ 2Ir+6NaCl+3Cl_{2}}}}
它可以和硫酸反应，也能被热的硝酸氧化：
{\displaystyle {\mathsf {3Na_{3}[IrCl_{6}]+6H_{2}SO_{4}\ {\xrightarrow {}}\ Ir_{2}(SO_{4})_{3}+3Na_{2}SO_{4}+12HCl\uparrow }}}
{\displaystyle {\mathsf {Na_{3}[IrCl_{6}]+4HNO_{3}+H_{2}O\ {\xrightarrow {100^{o}C}}\ IrO_{2}\downarrow +NO_{2}+3NaNO_{3}+6HCl\uparrow }}}
在惰性气氛中和碱反应，沉淀出三氧化二铱；在氧气存在下也可以被氧化为二氧化铱：
{\displaystyle {\mathsf {2Na_{3}[IrCl_{6}]+6NaOH\ {\xrightarrow {CO_{2}}}\ Ir_{2}O_{3}\downarrow +12NaCl+3H_{2}O}}}
{\displaystyle {\mathsf {4Na_{3}[IrCl_{6}]+O_{2}+12NaOH\ {\xrightarrow {CO_{2}}}\ 4IrO_{2}\downarrow +24NaCl+6H_{2}O}}}
它能够被氢气还原：
{\displaystyle {\mathsf {2Na_{3}[IrCl_{6}]+3H_{2}\ {\xrightarrow {400-450^{o}C}}\ 2Ir+6NaCl+6HCl}}}
加热时能被氯气氧化：
{\displaystyle {\mathsf {2Na_{3}[IrCl_{6}]+Cl_{2}\ {\xrightarrow {400-500^{o}C}}\ 2Na_{2}[IrCl_{6}]+2NaCl}}}
酸性溶液中的空气也能完成氧化过程。
和氯化钾反应生成钾盐沉淀：
{\displaystyle {\mathsf {Na_{3}[IrCl_{6}]+3KCl\ {\xrightarrow {10^{o}C}}\ K_{3}[IrCl_{6}]\downarrow +3NaCl}}}

### 其它文献
- 2. М.: Советская энциклопедия. Редкол.: Кнунянц И.Л. и др. 1990. ISBN 5-85270-035-5 （俄语）.
- 2 3-е изд., испр. Л.: Химия. Редкол.: Никольский Б.П. и др. 1971 （俄语）.
- Лидин Р.А. и др.  3-е изд., испр. М.: Химия. 2000. ISBN 5-7245-1163-0 （俄语）.
- Рипан Р., Четяну И.  2. М.: Мир. 1972 （俄语）.